# PdfSam
PDF Split and Merge (PDFsam) è un software open source, scritto in JavaFX, e gratuito che permette di manipolare documenti in formato PDF.

## Distribuzione
PDFsam Basic è una applicazione desktop gratuitamente scaricabile sia come codice sorgente che compilato. È disponibile come pacchetto di installazione MSI a 32-bit e 64-bit per sistemi MS Windows, .dmg per Mac OS X, pacchetto .deb per distribuzioni GNU/Linux basate su Debian e pacchetto Zip per comodità degli utenti esperti.

## Funzionalità
- Unire file PDF selezionando interi documenti o sottosezioni di essi. Fornisce una serie di impostazioni per consentire all'utente di decidere cosa fare nel caso in cui i file PDF originali contengano Acro Forms o un albero dei segnalibri, permette di generare un sommario, normalizzare le dimensioni delle pagine e aggiungere pagine vuote.
- Dividere file PDF in diversi modi:
  - Dopo ogni pagina, pagine pari o pagine dispari
  - Dopo un determinato insieme di numeri di pagina
  - Ogni n pagine
  - Per livello di segnalibri
  - Per dimensione, dove i file generati avranno approssimativamente le dimensioni specificate
- Ruotare file PDF, file singolo o più file contemporaneamente, ogni pagina o un insieme selezionato di pagine
- Estrarre pagine da più file PDF
- Mescolare file PDF in cui un certo numero di file PDF vengono uniti insieme prendendo le loro pagine alternativamente
- Salvare e ripristinare lo spazio di lavoro

## Architettura
PDFsam Basic si basa sulle funzionalità di Sejda SDK, una libreria Java open source per modificare file PDF, e SAMBox, un fork di PDFBox.

## Requisiti
PDFsam Basic è scritto in Java e JavaFX e richiede l'installazione di una Java Virtual Machine versione 8 o superiore per poter funzionare.